# Бинай, Джеджомар
Джеджомар "Джоджо" Кабауатан Бинай-старший (англ. Jejomar "Jojo" Cabauatan Binay Sr., род. 11 ноября 1942, Манила), урождённый Хесус Хосе Кабауатан Бинай (исп. Jesus Jose Cabauatan Binay) — филиппинский государственный и политический деятель. Вице-президент Филиппин (2010—2016).

## Биография
Родился 11 ноября 1942 года в Маниле. Закончив Филиппинский нормальный колледж, он продолжил обучение в Университете Филиппин. Получил степень бакалавра по специальности политология, а затем степень бакалавра по праву. С 1986 по 1998 год занимал должность мэра Макати. В 1998 году был избран председателем государственной компании — Metropolitan Manila Development Authority. С 2001 по 2010 год вновь находился на должности мэра Макати. 30 июня 2010 года занял должность вице-президента страны. В 2016 году выдвигался на пост Президента. На выборах занял четвёртое место.